# سارانك ليك (نيويورك)
سارانك ليك (بالإنجليزية: Saranac Lake, New York)‏ هي منطقة سكنية تقع في الولايات المتحدة في نيويورك (ولاية). يقدر عدد سكانها بـ 5,041 نسمة ومساحتها 7.8 كم2 وترتفع عن سطح البحر 471 متر.

## التركيبة السكانية
حدّد مكتب تعداد الولايات المتحدة بيانات التركيبة السكانية لسارانك ليك في تعداد الولايات المتحدة. في ما يلي، التركيبة السكانية حسب تعدادي 2000 و2010.

### تعداد عام 2000
بلغ عدد سكان سارانك ليك 5,041 نسمة بحسب تعداد عام 2000، وبلغ عدد الأسر 2,369 أسرة وعدد العائلات 1,182 عائلة مقيمة في القرية. في حين سجلت الكثافة السكانية 618.5 نسمة لكل كيلومتر مربع (1,601.9/ميل2). وبلغ عدد الوحدات السكنية 2,854 وحدة بمتوسط كثافة قدره 350.2 لكل كيلومتر مربع (907.0/ميل2).
وتوزع التركيب العرقي للقرية بنسبة 96.87% من البيض و0.75% من الأمريكيين الأفارقة و0.32% من الأمريكيين الأصليين و0.48% من الأمريكيين ذوي الأصول الآسيوية و0.26% من الأعراق الأخرى و1.33% من عرقين مختلطين أو أكثر و1.07% من الهسبانيون أو اللاتينيون من أي عرق.
بلغ عدد الأسر 2,369 أسرة كانت نسبة 26.8% منها لديها أطفال تحت سن الثامنة عشر تعيش معهم، وبلغت نسبة الأزواج القاطنين مع بعضهم البعض 35.2% من أصل المجموع الكلي للأسر، ونسبة 10.3% من الأسر كان لديها معيلات من الإناث دون وجود شريك، بينما كانت نسبة 4.3% من الأسر لديها معيلون من الذكور دون وجود شريكة وكانت نسبة 50.1% من غير العائلات. تألفت نسبة 40.7% من أصل جميع الأسر من عدة أفراد يعيشون في نفس المنزل ونسبة 14.7% كانت تتألف من شخص يعيش بمفرده يبلغ من العمر 65 عاماً أو أكثر. وبلغ متوسط حجم الأسرة المعيشية 2.09، أما متوسط حجم العائلات فبلغ 2.88.
بلغ العمر الوسطي للسكان 37.6 عاماً. وكانت نسبة 22.2% من القاطنين تحت سن الثامنة عشر، وكانت نسبة 10.4% بين الثامنة عشر والرابعة والعشرين عاماً، ونسبة 28.1% كانت واقعةً في الفئة العمرية ما بين الخامسة والعشرين والرابعة والأربعين عاماً، ونسبة 22.9% كانت ما بين الخامسة والأربعين والرابعة والستين، ونسبة 14.8% كانت ضمن فئة الخامسة والستين عاماً فما فوق. يوجد لكل 100 أنثى 92.6 ذكر، ويوجد لكل 100 أنثى في الثامنة عشر من عمرها فما فوق 89.6 ذكر.
بلغ متوسط دخل الأسرة في القرية 36,042 دولارًا، أما متوسط دخل العائلة فبلغ 46,852 دولارًا. وكان متوسط دخل الذكور 30,655 دولارًا مقابل 28,587 دولارًا للإناث. وسجل دخل الفرد الخاص بالقرية 18,088 دولارًا. وكانت نسبة 6.8% من العائلات ونسبة 10.2% من السكان تحت خط الفقر، وكان من هؤلاء نسبة 9.2% تحت سن الثامنة عشر ونسبة 6.8% في الخامسة والستين من العمر وما فوق.

### تعداد عام 2010
بلغ عدد سكان سارانك ليك 5,406 نسمة بحسب تعداد عام 2010، وبلغ عدد الأسر 2,627 أسرة وعدد العائلات 1,169 عائلة مقيمة في القرية. في حين سجلت الكثافة السكانية 663.3 نسمة لكل كيلومتر مربع (1,717.9/ميل2). وبلغ عدد الوحدات السكنية 3,025 وحدة بمتوسط كثافة قدره 371.2 لكل كيلومتر مربع (961.4/ميل2).
وتوزع التركيب العرقي للقرية بنسبة 94.91% من البيض و1.48% من الأمريكيين الأفارقة و0.72% من الأمريكيين الأصليين و0.87% من الأمريكيين ذوي الأصول الآسيوية و0.22% من الأعراق الأخرى و1.79% من عرقين مختلطين أو أكثر و1.83% من الهسبانيون أو اللاتينيون من أي عرق.
بلغ عدد الأسر 2,627 أسرة كانت نسبة 21.8% منها لديها أطفال تحت سن الثامنة عشر تعيش معهم، وبلغت نسبة الأزواج القاطنين مع بعضهم البعض 30% من أصل المجموع الكلي للأسر، ونسبة 10.1% من الأسر كان لديها معيلات من الإناث دون وجود شريك، بينما كانت نسبة 4.5% من الأسر لديها معيلون من الذكور دون وجود شريكة وكانت نسبة 55.5% من غير العائلات. تألفت نسبة 44.6% من أصل جميع الأسر من عدة أفراد يعيشون في نفس المنزل ونسبة 15.5% كانت تتألف من شخص يعيش بمفرده يبلغ من العمر 65 عاماً أو أكثر. وبلغ متوسط حجم الأسرة المعيشية 1.98، أما متوسط حجم العائلات فبلغ 2.79.
بلغ العمر الوسطي للسكان 39.6 عاماً. وكانت نسبة 18.3% من القاطنين تحت سن الثامنة عشر، وكانت نسبة 12.4% بين الثامنة عشر والرابعة والعشرين عاماً، ونسبة 25.8% كانت واقعةً في الفئة العمرية ما بين الخامسة والعشرين والرابعة والأربعين عاماً، ونسبة 28.7% كانت ما بين الخامسة والأربعين والرابعة والستين، ونسبة 14.8% كانت ضمن فئة الخامسة والستين عاماً فما فوق. وتوزع التركيب الجنسي للسكان بنسبة 49.5% ذكور و50.5% إناث.

## المناخ
يظهر الجدول التالي التغييرات المناخية على مدار السنة لسارانك ليك:
| البيانات المناخية لـسارانك ليك    | البيانات المناخية لـسارانك ليك | البيانات المناخية لـسارانك ليك | البيانات المناخية لـسارانك ليك | البيانات المناخية لـسارانك ليك | البيانات المناخية لـسارانك ليك | البيانات المناخية لـسارانك ليك | البيانات المناخية لـسارانك ليك | البيانات المناخية لـسارانك ليك | البيانات المناخية لـسارانك ليك | البيانات المناخية لـسارانك ليك | البيانات المناخية لـسارانك ليك | البيانات المناخية لـسارانك ليك | البيانات المناخية لـسارانك ليك |
| الشهر                             | يناير                          | فبراير                         | مارس                           | أبريل                          | مايو                           | يونيو                          | يوليو                          | أغسطس                          | سبتمبر                         | أكتوبر                         | نوفمبر                         | ديسمبر                         | المعدل السنوي                  |
| --------------------------------- | ------------------------------ | ------------------------------ | ------------------------------ | ------------------------------ | ------------------------------ | ------------------------------ | ------------------------------ | ------------------------------ | ------------------------------ | ------------------------------ | ------------------------------ | ------------------------------ | ------------------------------ |
| الدرجة القصوى °ف (°م)             | 60.8 (16.0)                    | 62.5 (16.9)                    | 77.2 (25.1)                    | 87.9 (31.1)                    | 89.5 (31.9)                    | 92.1 (33.4)                    | 91.7 (33.2)                    | 94.7 (34.8)                    | 91.1 (32.8)                    | 78.8 (26.0)                    | 68.6 (20.3)                    | 63.4 (17.4)                    | 94.7 (34.8)                    |
| متوسط درجة الحرارة الكبرى °ف (°م) | 25.7 (−3.5)                    | 29.7 (−1.3)                    | 38.0 (3.3)                     | 51.7 (10.9)                    | 64.6 (18.1)                    | 73.0 (22.8)                    | 76.8 (24.9)                    | 75.2 (24.0)                    | 67.7 (19.8)                    | 55.1 (12.8)                    | 42.2 (5.7)                     | 30.5 (−0.8)                    | 52.6 (11.4)                    |
| المتوسط اليومي °ف (°م)            | 15.1 (−9.4)                    | 18.0 (−7.8)                    | 26.5 (−3.1)                    | 40.1 (4.5)                     | 51.9 (11.1)                    | 60.9 (16.1)                    | 65.0 (18.3)                    | 63.2 (17.3)                    | 55.8 (13.2)                    | 44.5 (6.9)                     | 33.5 (0.8)                     | 21.4 (−5.9)                    | 41.4 (5.2)                     |
| متوسط درجة الحرارة الصغرى °ف (°م) | 4.5 (−15.3)                    | 6.2 (−14.3)                    | 15.0 (−9.4)                    | 28.6 (−1.9)                    | 39.2 (4.0)                     | 48.8 (9.3)                     | 53.1 (11.7)                    | 51.3 (10.7)                    | 44.0 (6.7)                     | 33.9 (1.1)                     | 24.8 (−4.0)                    | 12.4 (−10.9)                   | 30.3 (−0.9)                    |
| أدنى درجة حرارة °ف (°م)           | −34.9 (−37.2)                  | −32.7 (−35.9)                  | −30.6 (−34.8)                  | −3.2 (−19.6)                   | 19.7 (−6.8)                    | 25.8 (−3.4)                    | 33.7 (0.9)                     | 32.6 (0.3)                     | 21.9 (−5.6)                    | 11.7 (−11.3)                   | −17.2 (−27.3)                  | −30.8 (−34.9)                  | −34.9 (−37.2)                  |
| الهطول إنش (مم)                   | 2.57 (65)                      | 2.17 (55)                      | 2.48 (63)                      | 2.79 (71)                      | 3.30 (84)                      | 4.30 (109)                     | 4.05 (103)                     | 3.93 (100)                     | 4.00 (102)                     | 4.01 (102)                     | 3.57 (91)                      | 3.15 (80)                      | 40.32 (1٬024)                  |
| متوسط الرطوبة النسبية (%)         | 76.4                           | 71.7                           | 67.2                           | 62.7                           | 62.3                           | 68.8                           | 71.3                           | 73.8                           | 74.2                           | 72.8                           | 78.4                           | 81.4                           | 71.8                           |
| المصدر: PRISM                     |                                |                                |                                |                                |                                |                                |                                |                                |                                |                                |                                |                                |                                |

## أعلام
- لاري دويل
- تشارلز توماس باتلر
- إدموند هورتون
- دونالد دوبري
- ألان لويس إغرز
- ويليام إيرل دودغ سكوت
- دوايت ر. فينتر
- مانويل كويزون
- ويليام دوبري
- جاك نورتن